# Estación Calle Montgomery
Estación Calle Montgomery es una estación en las líneas Dublin/Pleasanton–Daly City, Pittsburg/Bay Point–SFO/Millbrae, Fremont–Daly City y Richmond–Millbrae del BART, administrada por la Distrito de Transporte Rápido del Área de la Bahía y del Ferrocarril Municipal de San Francisco (MUNI). La estación se encuentra localizada en 598 Market Street en el Distrito Financiero, San Francisco, CA. La Estación Calle Montgomery fue inaugurada el sistema del BART el 3 de noviembre de 1973 y en noviembre de 1982 para el Ferrocarril Municipal de San Francisco.

## Descripción
La estación Estación Calle Montgomery cuenta con 2 plataformas centrales y 4 vías. 

## Conexiones
La estación es abastecida por las siguientes conexiones de autobuses: 
- Rutas del MUNI 
      F Market & Wharves California Street Cable Car